# 怪獸與牠們的產地
《怪獸與牠們的產地》（英語：Fantastic Beasts and Where to Find Them），是英國作家J.K.羅琳於2001年以虛構作者紐特·斯卡曼德為筆名所寫的一本關於魔法世界生物的指南書。原版由作者本人繪製配圖，據稱那是哈利波特的第一部小說—《哈利波特－神秘的魔法石》中所提及到的同名教科書的副本。書內有幾項據說是哈利、榮恩和妙麗手寫的筆記，詳細地敘述了他們自己跟所描述的一些怪獸的經歷，當中並包括跟原版系列小說相關的內部笑話。
在2001年跟出版商學樂進行的訪談中，羅琳指自己選擇魔法生物這個主題是因為那是一個有趣的題目，那些她已經在《哈利·波特》早期的小說中為此發展了許多內容資訊。羅琳的名字並沒有出現於第一版的封面上，這本書以筆名紐特·斯卡曼德命名—他在小說中寫了這本教科書，這就是哈利於一年級的所需清單上所見到的那樣。同年，此書在全球累積的銷售量為509,473本。
作為英國的慈善活動，每本書售出的封面價格80%以上的收益會直接幫助世界各地的貧困兒童，這本書讓英國廣播公司(BBC)的附屬慈善機構喜劇救濟受益。根據喜劇救濟的說法，截至2009年7月，這本書跟其同伴《神奇的魁地奇球》的銷量經已籌集了超過£1,700萬英鎊。
2013年9月12日，華納兄弟與羅琳宣布他們將會製作同名電影的計劃，而羅琳會擔任電影的編劇。當華納兄弟提出這個想法後，羅琳想到一個電影系列的計劃，而這部電影將會是此系列五部曲之中的第一部，故事以紐特·斯卡曼德為主角，背景設定於紐約市，時間設定於哈利系列故事開始前的70年。電影於2016年11月18日上映。
2017年3月14日，這本書推出了新版本，封面插圖由莊尼·達德爾(Jonny Duddle)繪製，內部插圖由托米斯拉夫·托米奇(Tomislav Tomic)繪畫，當中包括六種新的魔法生物和紐特·斯卡曼德的前言。由於它沒有任何手寫筆記，故它被認為是新的版本。這個版本的收益將會捐贈給路摸思，以及喜劇救濟。同年11月7日，出版了以奧莉維亞·洛梅內克·吉爾(Olivia Lomenech Gill)繪製插圖的新版本，其中包含了上述2017年前言的文本。
2018年2月1日，Kindle in Motion版本以這些帶有運動的插圖為特色，適用於兼容的裝置。

## 簡介
《怪獸與牠們的產地》故事背景是一名出生於1897年的著名魔法動物學家紐特·斯卡曼德於1926年在紐約發布的書。在《哈利·波特》系列小說中，魔法動物學(Magizoology)由英文「魔法(magical)」和「動物學(zoology)」結合而成，那是一門學習如何照顧魔法動物的學科，而魔法動物學家就是專門研究魔法動物學的人。

### 原創麻瓜版
《怪獸與牠們的產地》據說是哈利·波特所擁有的一本教科書複製品，該教科書由魔法動物學家紐特·斯卡曼德撰寫，他是《哈利波特》系列中的一個虛構角色。在該系列中，魔法動物學(Magizoology)是對魔法生物的研究。
霍格華茲校長阿不思·鄧不利多提供了前言並解釋了本書特別版（喜劇救濟慈善機構）的目的。最後，他向麻瓜讀者保證，「以下所描述的有趣生物都是虛構的，不會傷害你。」他重述了霍格華茲的格言：「Draco Dormiens Nunquam Titillandus」，其拉丁語的意思為：千萬別招惹一條沉睡了的龍。（永遠不要驚醒臥龍）
《怪獸與牠們的產地》涵蓋了魔法動物學的歷史，並詳述了世界各地上發現的85個魔法動物物種。書內大部分的資訊均來自於斯卡曼德多年來跨越五大洲旅遊的觀察研究所得。這位虛構的作者指出，當初第一版的《怪獸與牠們的產地》是在1918年期間由默默然圖書公司的奧古斯都·沃姆(Augustus Worme)先生委託他撰寫及製作；然而，這本書直到1927年才出版第一版，時至今天經已出版至第52版了。
在魔法世界中，這本書是霍格華茲一年級學生的必備教科書，它自首次出版以來一直是認可的教科書，霍格華茲以額外附加的價值來選它作為參考課本，然而目前還未清楚為何霍格華茲的一年級新生就需要這本書，此書是三年級學生於奇獸飼育學課堂上才會用到（但石內卜很明顯的並沒有看過這本書，因為河童應該是日本比較多而非蒙古，而且這一點無論是對巫師還是麻瓜而言都已經算是常識）。然而，此書所扮演的是一本百科全書的地位，特別是在學習黑魔法防禦術時。在這本書的前言中，阿不思·鄧不利多指出，除了在霍格華茲使用之外，它還可以作為巫師家庭提供了極好的參考，幾乎是魔法家庭書架上必備的一本書。這本書保留了哈利·波特與榮恩·衛斯理新增的塗鴉和評論為特色，因為「其分崩離析」，他顯然跟哈利分享了這本書。由部份的內容得知，這些評論大概是他們於第四輯小說《哈利波特－火盃的考驗》的時候所寫的。這些塗鴉為該系列的粉絲添加了一些額外資訊（例如，八眼巨蛛的條目中有一項評論確認霍格華茲位於蘇格蘭），以及一些漫畫浮雕（比如哈利在談到匈牙利蜂尾龍是最可怕的龍時說『你不是在開玩笑吧』，所指的是哈利於第四輯小說中遇到的一條龍）。
此書第一版的封面設計具有來自不明動物的明顯爪印。

### 巫師版本
此版本除了原來的75種魔法生物外，還包含六種隱藏的新生物，分別是：幻影鬼(Hidebehind)、紅眼怪(hodag)、長角水蛇(horned serpent)、鳥形龍(snallygaster)、雷鳥(thunderbird)、貓豹(wampus cat)見特色的魔法動物，此外插圖還被替換。紐特·斯卡曼德於前言中解釋了該六種新生物之前未曾包括在書中的原因是，因為美國魔法國會(MACUSA)主席瑟拉菲娜·皮奎利要求在美國巫師界遭受到比歐洲同行更大迫害的時候不要提及更重要的美國魔法生物，以阻止巫師觀光客對魔法生物的危害，這是斯卡曼德於紐約嚴重違反國際保密法之後所作的貢獻。這個版本於2017年發行。

### 哈利波特系列中的角色
這本書的虛構作者紐特·斯卡曼德並未出現於《哈利波特》系列小說裡。然而，他的名字出現於《阿茲卡班的逃犯》電影中的劫盜地圖上。他是怪獸系列電影裡的核心人物，其角色由艾迪·烈明尼飾演。

## 特色的魔法動物
下列為書中所提到的魔法動物：（星號(*)代表著巫師版本中隱藏的六種魔法動物）(A~Z)參閱
- 八眼巨蛛(Acromantula)
- 火灰蛇(Ashwinder)
- 報喪鴉(Augurey)
- 蛇妖(Basilisk)
- 旋舞針(Billywig)
- 木精(Bowtruckle)
- 綠黴怪(Bundimun)
- 半人馬(Centaur)
- 獅面龍尾羊(Chimaera)
- 吞魔蟲(Chizpurfle)
- 猴蛙(Clabbert)
- 叉尾犬(Crup)
- 幻影猿(Demiguise)
- 謎蹤鳥（英语：Dodo）(Diricawl)
- 黑妖精(Doxy)
- 龍(Dragon)
  - 紐澳彩眼龍(Antipodean Opaleye)
  - 中國火球龍(Chinese Fireball)
  - 威爾士綠龍(Common Welsh Green)
  - 布里底黑龍(Hebridean Black)
  - 匈牙利角尾龍(Hungarian Horntail)
  - 挪威脊背龍(Norwegian Ridgeback)
  - 秘魯毒牙龍(Peruvian Vipertooth)
  - 羅馬尼亞長角龍(Romanian Longhorn)
  - 瑞典短吻龍(Swedish Short-Snout)
  - 烏克蘭鐵腹龍(Ukrainian Ironbelly)
- 泥怪(Dugbog)
- 食童怪(Erkling)
- 爆角怪(Erumpent)
- 小仙子(Fairy)
- 火螃蟹(Fire Crab)
- 黏巴蟲(Flobberworm)
- 彩鳴鳥(Fwooper)
- 食屍鬼(Ghoul)
- 哭蜜蟲(Glumbumble)
- 地精(Gnome)
- 紫角獸／角駝獸(Graphorn)
- 獅鷲(Griffin)
- 滾帶落(Grindylow)
- 幻影鬼*(Hidebehind)
- 馬頭魚尾怪(Hippocampus)
- 駿鷹(Hippogriff)
- 紅眼怪*(Hodag)
- 毛菇精(Horklump)
- 長角水蛇*(Horned serpent)
- 小惡魔(Imp)
- 魔貂(Jarvey)
- 啞鳥(Jobberknoll)
- 河童(Kappa)
- 凱爾派(Kelpie)
- 魔刺猬(Knarl)
- 獅尾貓(Kneazle)
- 矮妖(Leprechaun)
- 吸魂衣(Lethifold)
- 水筆妖(Lobalug)
- 黴蝦(Mackled Malaclaw)
- 人面蠍尾獅(Manticore)
- 人魚(Merpeople)
- 變形蜥蜴(Moke)
- 拜月獸(Mooncalf)
- 海葵鼠(Murtlap)
- 玻璃獸(Niffler)
- 木尾豬(Nogtail)
- 毒豹(Nundu)
- 兩腳蛇(Occamy)
- 鳳凰(Phoenix)
- 綠仙(Pixie)
- 長腿魚(Plimpy)
- 石鬼(Pogrebin)
- 醜馬夫(Porlock)
- 蒲絨絨(Puffskein)
- 五足獸(Quintaped)
- 短鮣魚(Ramora)
- 紅帽子(Red Cap)
- 金牛(Re'em)
- 三頭蛇(Runespoor)
- 沙羅曼達(Salamander)
- 大海蛇(Sea serpent)
- 刺猬魚(Shrake)
- 鳥形龍*(Snallygaster)
- 金探鳥(Snidget)
- 人面獅身獸(Sphinx)
- 變色蝸(Streeler)
- 遁形豬(Tebo)
- 雷鳥*(Thunderbird)
- 山怪(Troll)
- 獨角獸(Unicorn)
- 貓豹*(Wampus cat)
- 狼人(Werewolf)
- 天馬(Winged horse)
- 雪人(Yeti)

## 發行版本
- 英文版
  - 布魯姆斯伯里出版社（英國、澳洲、加拿大等地）
    - 2001年平裝本：ISBN 0-7475-5466-8
    - 2009年平裝本：ISBN 978-1-408-80301-1
    - 2017年精裝本：ISBN 978-1-408-88071-5

  - 學樂（美國等地）
    - 平裝本：ISBN 0-439-29501-7
    - 平裝盒套裝：ISBN 0-439-28403-1
    - 精裝盒套裝：ISBN 0-439-32162-X
（包括《怪獸與牠們的產地》及《穿越歷史的魁地奇》）

  - Sagebrush Rebound Edition
    - 圖書館與學校版：ISBN 0-613-32541-9

  - Pottermore電子書版本
    - 原版：ISBN 978-1-78110-014-1
    - 2017年版本：ISBN 978-1-78110-556-6
    - 2017年奧莉維亞·洛梅內克·吉爾（Olivia Lomenech Gill）插圖版本：ISBN 978-1408885260
- 繁體中文版
  - 皇冠出版社：978-1-5733-1825-3
- 简体中文版
  - 人民文学出版社：ISBN 978-7-0200-3547-2

## 迴響
《娛樂週刊》的傑夫·詹森(Jeff Jensen)給這本書評為「A」，並寫道：「憑藉其豐富詳細的歷史課程，以及詼諧的辯論分析了類人與怪獸之間差異，再加上85種魔法生物的概略，這跟羅琳的標誌性文字遊戲相得益彰（哭蜜蟲是個佼佼者），怪獸為波特神話增加了一個重要的新維度。」

## 改編

### 有聲讀物
這本書的2017年版本於該年被錄製為未刪節的有聲讀物。艾迪·烈明尼以紐特·斯卡曼德的角色朗讀這本有聲讀物。
2018年，美國圖書館協會將其命名為「十大讓人驚嘆的青少年有聲讀物」之一。

### 電影改編
《怪獸與牠們的產地》是一部英美奇幻電影，靈感來自J·K·羅琳的同名小說。這部電影由大衛·葉斯執導，是《哈利波特》系列電影中魔法世界的延伸，電影的主演為艾迪·烈明尼、嘉芙蓮·禾達史東、艾歷遜·蘇度、丹·方格、薩曼莎·莫頓、艾茲拉·米勒、哥連·費路、卡門·艾喬格、詹·穆瑞、莊·威和朗·柏曼。第一部電影設定將有四部電影緊隨其後。《怪獸與牠們的產地》的主體拍攝於2015年8月17日在華納兄弟利維斯登工作室展開，電影於2016年11月18日在英國和美國上映。
其續集《怪獸與葛林戴華德之罪》於2018年11月16日上映，而第三輯電影《怪獸與鄧不利多的秘密》分別於2022年4月15日及4月22日在英國和美國上映。

### 文化改編
《怪獸—大自然的奇蹟（Fantastic Beasts - The Wonder of Nature）》是倫敦自然史博物館的一個展覽，該展覽於2020年至2021年期間舉行，是博物館與華納兄弟及BBC工作室自然歷史部門之間的合作項目。該展覽是個利用數碼互動裝置以及自然歷史博物館收藏的標本進行的「混合表演」。該表演還作為Google藝術與文化上的一個在線展覽。由於倫敦實施更嚴格的2019冠状病毒病的限制，該展覽在開幕一天後被迫關閉。該博物館透過其社交媒體和網站推廣其線上展覽。